# Jari Torkki
Jari Kaarlo Torkki, född 11 augusti 1965 i Raumo, är en finländsk före detta ishockeyspelare.
Torkki blev olympisk silvermedaljör i ishockey vid vinterspelen 1988 i Calgary.